# درة زير فرديوند (قيلاب)
درة زیر فردیوند (بالفارسية: دره‌زیرفردیوند) هي قرية تقع في قسم قيلاب الريفي، بمقاطعة أنديمشك التابعة لمحافظة خوزستان، إيران.